# عدم كفاية التقارب
عدم كفاية التقارب هو شذوذ عصبي عضلي وحسي في جهاز الرؤية الثنائية، متميز بانخفاض قدرة العينين على الانحراف باتجاه بعضهما البعض، أو الحفاظ على التقارب بينهما.

## الأعراض
ترتبط الأعراض والعلامات ذات الصلة بعدم كفاية التقارب مع المهام الطويلة المتطلبة بصريًا والقريبة من المركز. قد تشمل هذه الأعراض، على سبيل المثال لا الحصر، الشفع (ازدواج الرؤية)، ووهن البصر (إجهاد العين)، وعدم وضوح الرؤية العابر، وصعوبة الحفاظ على وظيفة الرؤية القريبة، والإنهاك غير الطبيعي، والصداع، والتكيف الوضعي الشاذ وغيرها من الأعراض. في بعض الحالات، يشكو الأفراد المصابون أيضًا من صعوبة في التواصل البصري. يجب الانتباه إلى وجود بعض المصادر على الإنترنت التي تخلط بين خلل التقارب والتباعد، ما يؤدي إلى عكسهما.

## العلاج
من الممكن علاج عدم كفاية التقارب من خلال تمارين التقارب التي يصفها أخصائي العناية بالعينين الخاضع للتدريب في مجال تقويم البصر أو شذوذات الرؤية ثنائية العينين (انظر: العلاج البصري). يمكن تدبير بعض حالات عدم كفاية التقارب بنجاح عن طريق وصف النظارات الطبية، بالإضافة إلى استخدام المواشير العلاجية في بعض الأحيان.
يمكن اتباع تمارين الدفع لأعلى باستخدام القلم في المنزل. يجب على المريض تحريك القلم ببطء إلى مسافة 2 - 3 سم (0.79 - 1.18 بوصة) من العين مباشرة فوق الأنف لما يقارب خمس عشرة دقيقة يوميًا لخمس مرات في الأسبوع. يجب على المريض تسجيل المسافة الأقرب التي نجح عندها في الحفاظ على الاندماج (منع صورة القلم من التضاعف لأطول فترة ممكنة) بعد كل خمس دقائق من التمارين. من الممكن أيضًا استخدام برامج الحاسوب في المنزل أو في عيادة أخصائي تقويم البصر / المعالج البصري من أجل علاج عدم كفاية التقارب. قد يكون هنالك حاجة إلى الخضوع لجلسة علاجية لمدة 60 دقيقة أسبوعيًا في العيادة. يترافق هذا بشكل عام مع العلاج الإضافي في المنزل.
في عام 2005، نشرت تجربة علاج عدم كفاية التقارب (سي آي تي تي) دراستين سريريتين عشوائيتين. نُشرت الدراسة الأولى في أرشيف طب العيون وأظهرت أن تمارين الحاسوب المترافقة مع تقويم البصر / العلاج البصري في العيادة ذات فعالية أكبر من «تمارين الدفع لأعلى باستخدام القلم» أو تمارين الحاسوب بمفردها في علاج عدم كفاية التقارب لدى الأطفال الذين تتراوح أعمارهم بين تسعة وثمانية عشر عامًا. خلصت الدراسة الثانية إلى نتائج مماثلة لدى البالغين الذين تتراوح أعمارهم بين 19 و30 عامًا. في مراجعة ببليوغرافية لعام 2010، استطاعت تجربة علاج عدم كفاية التقارب (سي آي تي تي) تأكيد نتائجها بأن العلاج التكيفي / التقاربي في العيادة أفضل علاج ممكن لعدم كفاية التقارب، وأن الاستعاضة عنه جزئيًا أو كليًا بنُهج تدريب العين الأخرى مثل التمارين المنزلية غير قادرة على إعطاء النتيجة المرغوبة على الرغم من قدرتها على توفير التكلفة. أكدت دراسة لاحقة لعام 2012 أن تمارين تقويم البصر من شأنها تحسين أعراض وهن البصر المرافقة لحالة عدم كفاية التقارب بشكل طويل الأمد لدى البالغين والأطفال على حد سواء. خلصت مراجعة كوكرين لعام 2020 إلى الفعالية الكبيرة للعلاج التكيفي / التقاربي في العيادة المترافق مع التعزيز المنزلي لدى الأطفال مقارنة بتمارين الدفع لأعلى باستخدام القلم / الهدف في المنزل أو العلاج التكيفي / التقاربي باستخدام الحاسوب في المنزل. لدى البالغين، كانت الأدلة المشيرة إلى فعالية التداخلات غير الجراحية المختلفة أقل وضوحًا.
تُعد كل من حالتي التقارب الاندماجي الإيجابي (بّي إف في) والتقارب الاندماجي السلبي (إن إف في) قابلتين للتدريب، وينبغي تضمين كلا الحالتين عادة في تدريبات التقارب. يوجد أيضًا عدد من الخيارات التصحيحية الجراحية المتاحة، لكن ينبغي اتخاذ قرار اللجوء إلى الجراحة بحذر شديد نظرًا إلى فشل تحسن عدم كفاية التقارب عادة مع الجراحة. يُعد قطع العضلة المستقيمة الوسطية ثنائي الجانب النوع المفضل من هذه الجراحة. تتراجع حالة عدم كفاية التقارب نموذجيًا في غضون شهر إلى ثلاثة أشهر من الجراحة. غالبًا ما يتكرر حدوث الاحولال الوحشي بعد عدة سنوات، على الرغم من بقاء غالبية المرضى غير عرضيين.